# Ptérygopode

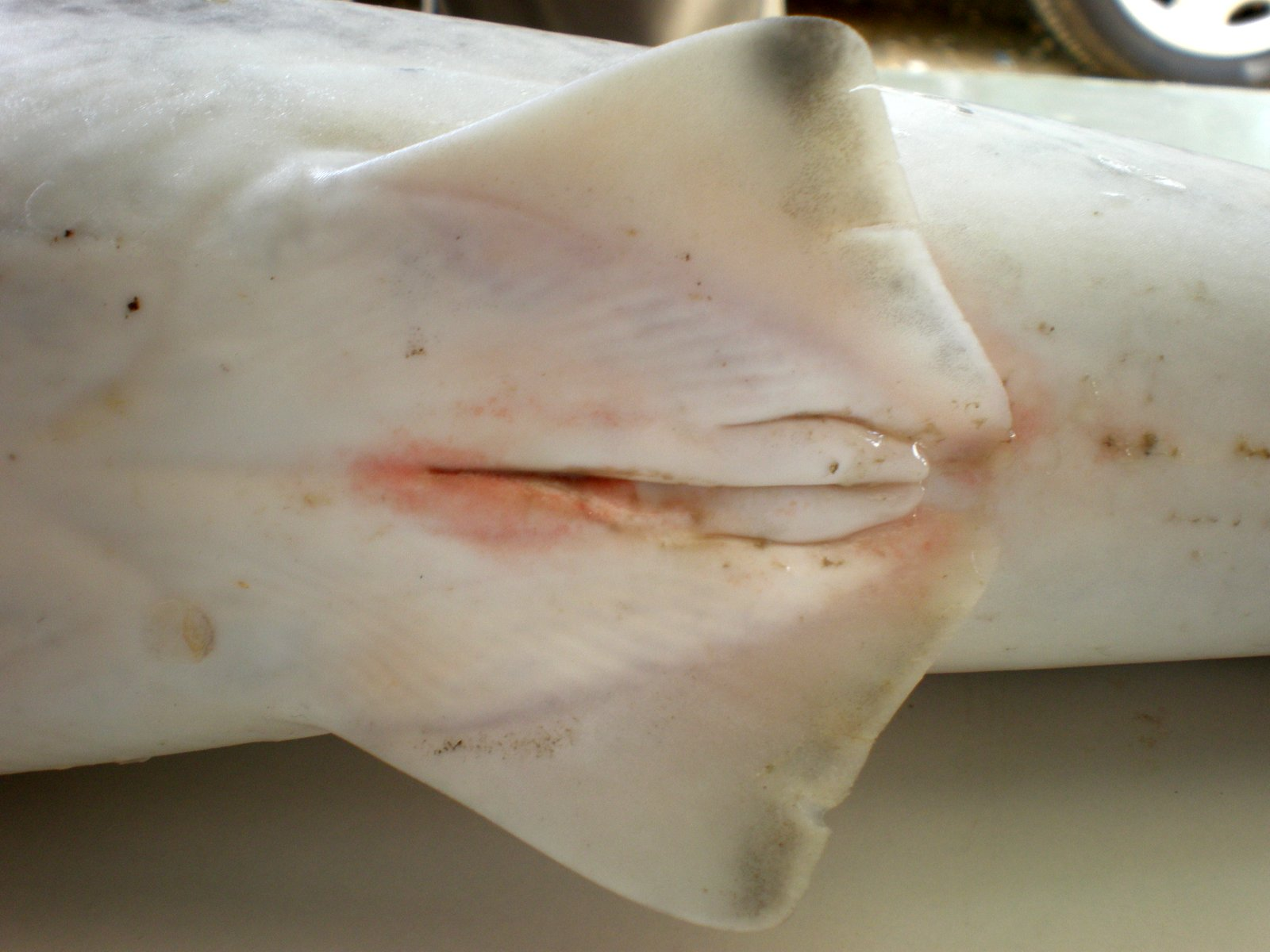
Ptérygopodes chez un jeune requin mâle (Carcharhinus brevipinna)

Chez les requins et les raies mâles, un ptérygopode ou clasper est l'organe servant à la transmission du sperme jusqu'au cloaque (orifice urino-génital) de la femelle.
Le ptérygopode résulte de la mutation de la nageoire pelvienne en un tuyau articulé pouvant être muni d'une épine.

## Étymologie
Mot formé de deux étymons grecs : Ptérygo = aile, nageoire ;  Pode = pied.

## Biologie
Munis de deux ptérygopodes, les requins et les raies mâles ne peuvent en utiliser qu'un seul à la fois. Une glande siphonale achemine le sperme du ptérygopode, qui n'est pas relié directement aux testicules, au cloaque.